# ルクセンブルク大公
ルクセンブルク大公（ルクセンブルクたいこう、ドイツ語: Großherzog von Luxemburg、ルクセンブルク語: Groussherzog vu Lëtzebuerg、フランス語: Grand-duc de Luxembourg）は、ルクセンブルク大公国の君主（大公）で国家元首である。

## 概要
1815年の成立当初、ルクセンブルク大公国はオラニエ＝ナッサウ家のオランダ国王が大公を兼ねる同君連合下にあり、事実上ネーデルラント連合王国（現在のベルギーを含む）の州の一つだった。しかし、1839年にベルギーが独立した際、オランダ本土と分断された上に大公国の西半分がベルギー領（リュクサンブール州）として分割された。以後、独立国家としてのルクセンブルクの体制作りが始まった。
1890年に第3代のオランダ国王兼ルクセンブルク大公ウィレム3世（ギヨーム3世）が没した際、オランダ王位はウィルヘルミナ女王が継いだが、ルクセンブルクには女子の相続権に関する規定がなかったため、サリカ法を採るナッサウ家の家法に基づいてナッサウ＝ヴァイルブルク家のアドルフ（オランダ総督・オラニエ公ウィレム4世の玄孫、プロイセン王国に併合されたナッサウ公国の元君主）が大公に即位することとなり、オランダとの同君連合が解消された。
ところが、アドルフの息子ギヨーム4世の代になって、ナッソー＝ヴェイユブール家（ナッサウ＝ヴァイルブルク家）でも男子の継承者が途絶えた。結局、女子の継承を可能とする法改正が行われ、マリー＝アデライード、シャルロットの姉妹が相次いで大公位を継承した。シャルロットは家名をリュクサンブール家（ルクセンブルク家）と変えたが、ナッソー＝ヴェイユブールの家名は現在でも用いられる。
ルクセンブルクは立憲君主制が確立されているものの、大公は儀礼的な職務のみでなく、内閣とともに行政権を執行する職能を与えられている。

## 憲法上の役割
ルクセンブルク憲法は大公の地位を以下のように規定している。
大公は国家の元首、その統合の象徴、そして国家の独立の保証人である。大公は国の憲法と法律に従って行政権を行使する。
安楽死を合法化する法律にアンリが裁可を拒否したことによって2008年12月に憲法（第34条）が改正された後、法律はもはや大公の正式な裁可（「承認」を意味する）を必要としなくなったが、最高責任者として法律を公布するという大公の職務は残っている。

## 報酬
大公は給与を受け取らないが、王室は年間30万金フラン（28万1千ユーロ）を大公の職務のために受け取る。2017年、ルクセンブルク予算は大公の家計費のために1千10万ユーロを計上した。

## 正式な称号
大公の伝統的な尊称は「神の恩寵による、ルクセンブルク大公、ナッサウ公、ライン宮中伯、ザイン、ケーニヒシュタイン、カッツェンエルンボーゲン、およびディーツ伯、ハンマーシュタイン城伯、マールベルク、ヴィースバーデン、イトシュタイン、メレンベルク、リンブルク、およびエップシュタインの領主」である。しかしながら、多くの称号はサリカ相続の厳格な規定にかかわらず保持されており、ルクセンブルク大公とナッサウ公を除いては、そのほとんどが全く使用されていないことに注意しなければならない。

## 大公の一覧
ナッソー＝ヴェイユブール家の大公はフランス語名で呼ぶのが通例となっているが、ギヨーム4世のみは、オランダ王を兼ねたウィレム1世から3世にならってオランダ語名で呼ぶ場合もある。ここでは全員についてフランス語名で記した上で、オランダ語名を括弧内に併記しておく。
| オランジュ＝ナッソー家                        |                             |      |                            |                                 |              |                                          |
| 代                                            | 大公                        | 大公 | 家系                       | 在位期間                        | 在位期間     | 備考                                     |
| 1                                             | ギヨーム1世 （ウィレム1世） |      | オランジュ＝ナッソー家     | 1815年3月15日 - 1840年10月7日   | 25年 + 206日 | オランダ国王 オラニエ公ウィレム5世の次男 |
| 2                                             | ギヨーム2世 （ウィレム2世） |      | オランジュ＝ナッソー家     | 1840年10月7日 - 1849年3月7日    | 8年 + 151日  | オランダ国王 ギヨーム1世の長男           |
| 3                                             | ギヨーム3世 （ウィレム3世） |      | オランジュ＝ナッソー家     | 1849年3月7日 - 1890年11月23日   | 41年 + 261日 | オランダ国王 ギヨーム2世の長男           |
| ナッソー＝ヴェイユブール家/リュクサンブール家 |                             |      |                            |                                 |              |                                          |
| 代                                            | 大公                        | 大公 | 家系                       | 在位期間                        | 在位期間     | 備考                                     |
| 4                                             | アドルフ                    |      | ナッソー＝ヴェイユブール家 | 1890年11月23日 - 1905年11月17日 | 14年 + 359日 | ナッサウ公 オラニエ公ウィレム4世の玄孫   |
| 5                                             | ギヨーム4世 （ウィレム4世） |      | ナッソー＝ヴェイユブール家 | 1905年11月17日 - 1912年2月25日  | 6年 + 100日  | アドルフの長男                           |
| 6                                             | マリー＝アデライード        |      | ナッソー＝ヴェイユブール家 | 1912年2月25日 - 1919年1月14日   | 6年 + 323日  | ギヨーム4世の長女 退位                   |
| 7                                             | シャルロット                |      | ナッソー＝ヴェイユブール家 | 1919年1月14日 - 1964年11月12日  | 45年 + 303日 | ギヨーム4世の次女 退位                   |
| パルム＝リュクサンブール家                    |                             |      |                            |                                 |              |                                          |
| 代                                            | 大公                        | 大公 | 家系                       | 在位期間                        | 在位期間     | 備考                                     |
| 8                                             | ジャン                      |      | パルム＝リュクサンブール家 | 1964年11月2日 - 2000年10月7日   | 35年 + 340日 | シャルロットの長男 退位                  |
| 9                                             | アンリ                      |      | パルム＝リュクサンブール家 | 2000年10月7日 - （在位）        | 24年 + 156日 | ジャンの長男 2025年10月3日の退位を表明   |

## 系図
|                                            |                                            |                                            |                                            |                                            |                                            |                                    |                                    |                                              |                                              |                                              |                                              |                                              |                                              |                                          |                                          | ウィレム4世 オラニエ公                 | ウィレム4世 オラニエ公                 | ウィレム4世 オラニエ公 | ウィレム4世 オラニエ公 | ウィレム4世 オラニエ公           | ウィレム4世 オラニエ公           |                                  |                                  | アンナ・ファン・ハノーファー       | アンナ・ファン・ハノーファー       | アンナ・ファン・ハノーファー       | アンナ・ファン・ハノーファー       | アンナ・ファン・ハノーファー                             | アンナ・ファン・ハノーファー                             |                                                          |                                                          |                                                          |                                                          |                                        |                                        |                                                       |                                                       |                                                       |                                                       |                                                       |                                                       |                                                   |                                                   |                                                   |                                                   |                                          |                                          |                                                  |                                                  |                                                  |                                                  |                                                          |                                                          |                                                          |                                                          |                                                          |                                                          |            |            |            |            |  |  |
|                                            |                                            |                                            |                                            |                                            |                                            |                                    |                                    |                                              |                                              |                                              |                                              |                                              |                                              |                                          |                                          | ウィレム4世 オラニエ公                 | ウィレム4世 オラニエ公                 | ウィレム4世 オラニエ公 | ウィレム4世 オラニエ公 | ウィレム4世 オラニエ公           | ウィレム4世 オラニエ公           |                                  |                                  | アンナ・ファン・ハノーファー       | アンナ・ファン・ハノーファー       | アンナ・ファン・ハノーファー       | アンナ・ファン・ハノーファー       | アンナ・ファン・ハノーファー                             | アンナ・ファン・ハノーファー                             |                                                          |                                                          |                                                          |                                                          |                                        |                                        |                                                       |                                                       |                                                       |                                                       |                                                       |                                                       |                                                   |                                                   |                                                   |                                                   |                                          |                                          |                                                  |                                                  |                                                  |                                                  |                                                          |                                                          |                                                          |                                                          |                                                          |                                                          |            |            |            |            |  |  |
|                                            |                                            |                                            |                                            |                                            |                                            |                                    |                                    |                                              |                                              |                                              |                                              |                                              |                                              |                                          |                                          |                                        |                                        |                        |                        |                                  |                                  |                                  |                                  |                                    |                                    |                                    |                                    |                                                          |                                                          |                                                          |                                                          |                                                          |                                                          |                                        |                                        |                                                       |                                                       |                                                       |                                                       |                                                       |                                                       |                                                   |                                                   |                                                   |                                                   |                                          |                                          |                                                  |                                                  |                                                  |                                                  |                                                          |                                                          |                                                          |                                                          |                                                          |                                                          |            |            |            |            |  |  |
|                                            |                                            |                                            |                                            |                                            |                                            |                                    |                                    |                                              |                                              |                                              |                                              |                                              |                                              |                                          |                                          |                                        |                                        |                        |                        |                                  |                                  |                                  |                                  |                                    |                                    |                                    |                                    |                                                          |                                                          |                                                          |                                                          |                                                          |                                                          |                                        |                                        |                                                       |                                                       |                                                       |                                                       |                                                       |                                                       |                                                   |                                                   |                                                   |                                                   |                                          |                                          |                                                  |                                                  |                                                  |                                                  |                                                          |                                                          |                                                          |                                                          |                                                          |                                                          |            |            |            |            |  |  |
| フリードリヒ・ヴィルヘルム2世 プロイセン王 | フリードリヒ・ヴィルヘルム2世 プロイセン王 | フリードリヒ・ヴィルヘルム2世 プロイセン王 | フリードリヒ・ヴィルヘルム2世 プロイセン王 | フリードリヒ・ヴィルヘルム2世 プロイセン王 | フリードリヒ・ヴィルヘルム2世 プロイセン王 |                                    |                                    | ウィルヘルミナ・ファン・プロイセン           | ウィルヘルミナ・ファン・プロイセン           | ウィルヘルミナ・ファン・プロイセン           | ウィルヘルミナ・ファン・プロイセン           | ウィルヘルミナ・ファン・プロイセン           | ウィルヘルミナ・ファン・プロイセン           |                                          |                                          | ウィレム5世 オラニエ公                 | ウィレム5世 オラニエ公                 | ウィレム5世 オラニエ公 | ウィレム5世 オラニエ公 | ウィレム5世 オラニエ公           | ウィレム5世 オラニエ公           |                                  |                                  |                                    |                                    |                                    |                                    |                                                          |                                                          |                                                          |                                                          | カロリーナ・ファン・オラニエ＝ナッサウ                   | カロリーナ・ファン・オラニエ＝ナッサウ                   | カロリーナ・ファン・オラニエ＝ナッサウ | カロリーナ・ファン・オラニエ＝ナッサウ | カロリーナ・ファン・オラニエ＝ナッサウ                | カロリーナ・ファン・オラニエ＝ナッサウ                |                                                       |                                                       | カール・クリスティアン ナッサウ＝ヴァイルブルク侯     | カール・クリスティアン ナッサウ＝ヴァイルブルク侯     | カール・クリスティアン ナッサウ＝ヴァイルブルク侯 | カール・クリスティアン ナッサウ＝ヴァイルブルク侯 | カール・クリスティアン ナッサウ＝ヴァイルブルク侯 | カール・クリスティアン ナッサウ＝ヴァイルブルク侯 |                                          |                                          |                                                  |                                                  |                                                  |                                                  |                                                          |                                                          |                                                          |                                                          |                                                          |                                                          |            |            |            |            |  |  |
| フリードリヒ・ヴィルヘルム2世 プロイセン王 | フリードリヒ・ヴィルヘルム2世 プロイセン王 | フリードリヒ・ヴィルヘルム2世 プロイセン王 | フリードリヒ・ヴィルヘルム2世 プロイセン王 | フリードリヒ・ヴィルヘルム2世 プロイセン王 | フリードリヒ・ヴィルヘルム2世 プロイセン王 |                                    |                                    | ウィルヘルミナ・ファン・プロイセン           | ウィルヘルミナ・ファン・プロイセン           | ウィルヘルミナ・ファン・プロイセン           | ウィルヘルミナ・ファン・プロイセン           | ウィルヘルミナ・ファン・プロイセン           | ウィルヘルミナ・ファン・プロイセン           |                                          |                                          | ウィレム5世 オラニエ公                 | ウィレム5世 オラニエ公                 | ウィレム5世 オラニエ公 | ウィレム5世 オラニエ公 | ウィレム5世 オラニエ公           | ウィレム5世 オラニエ公           |                                  |                                  |                                    |                                    |                                    |                                    |                                                          |                                                          |                                                          |                                                          | カロリーナ・ファン・オラニエ＝ナッサウ                   | カロリーナ・ファン・オラニエ＝ナッサウ                   | カロリーナ・ファン・オラニエ＝ナッサウ | カロリーナ・ファン・オラニエ＝ナッサウ | カロリーナ・ファン・オラニエ＝ナッサウ                | カロリーナ・ファン・オラニエ＝ナッサウ                |                                                       |                                                       | カール・クリスティアン ナッサウ＝ヴァイルブルク侯     | カール・クリスティアン ナッサウ＝ヴァイルブルク侯     | カール・クリスティアン ナッサウ＝ヴァイルブルク侯 | カール・クリスティアン ナッサウ＝ヴァイルブルク侯 | カール・クリスティアン ナッサウ＝ヴァイルブルク侯 | カール・クリスティアン ナッサウ＝ヴァイルブルク侯 |                                          |                                          |                                                  |                                                  |                                                  |                                                  |                                                          |                                                          |                                                          |                                                          |                                                          |                                                          |            |            |            |            |  |  |
|                                            |                                            |                                            |                                            |                                            |                                            |                                    |                                    |                                              |                                              |                                              |                                              |                                              |                                              |                                          |                                          |                                        |                                        |                        |                        |                                  |                                  |                                  |                                  |                                    |                                    |                                    |                                    |                                                          |                                                          |                                                          |                                                          |                                                          |                                                          |                                        |                                        |                                                       |                                                       |                                                       |                                                       |                                                       |                                                       |                                                   |                                                   |                                                   |                                                   |                                          |                                          |                                                  |                                                  |                                                  |                                                  |                                                          |                                                          |                                                          |                                                          |                                                          |                                                          |            |            |            |            |  |  |
|                                            |                                            |                                            |                                            |                                            |                                            |                                    |                                    |                                              |                                              |                                              |                                              |                                              |                                              |                                          |                                          |                                        |                                        |                        |                        |                                  |                                  |                                  |                                  |                                    |                                    |                                    |                                    |                                                          |                                                          |                                                          |                                                          |                                                          |                                                          |                                        |                                        |                                                       |                                                       |                                                       |                                                       |                                                       |                                                       |                                                   |                                                   |                                                   |                                                   |                                          |                                          |                                                  |                                                  |                                                  |                                                  |                                                          |                                                          |                                                          |                                                          |                                                          |                                                          |            |            |            |            |  |  |
|                                            |                                            |                                            |                                            | ウィルヘルミナ・ファン・プロイセン         | ウィルヘルミナ・ファン・プロイセン         | ウィルヘルミナ・ファン・プロイセン | ウィルヘルミナ・ファン・プロイセン | ウィルヘルミナ・ファン・プロイセン           | ウィルヘルミナ・ファン・プロイセン           |                                              |                                              | ギヨーム1世 (1) オランダ王 ウィレム1世       | ギヨーム1世 (1) オランダ王 ウィレム1世       | ギヨーム1世 (1) オランダ王 ウィレム1世   | ギヨーム1世 (1) オランダ王 ウィレム1世   | ギヨーム1世 (1) オランダ王 ウィレム1世 | ギヨーム1世 (1) オランダ王 ウィレム1世 |                        |                        | パウル・フォン・ヴュルテンベルク | パウル・フォン・ヴュルテンベルク | パウル・フォン・ヴュルテンベルク | パウル・フォン・ヴュルテンベルク | パウル・フォン・ヴュルテンベルク   | パウル・フォン・ヴュルテンベルク   |                                    |                                    | シャルロッテ・フォン・ザクセン＝ヒルトブルクハウゼン     | シャルロッテ・フォン・ザクセン＝ヒルトブルクハウゼン     | シャルロッテ・フォン・ザクセン＝ヒルトブルクハウゼン     | シャルロッテ・フォン・ザクセン＝ヒルトブルクハウゼン     | シャルロッテ・フォン・ザクセン＝ヒルトブルクハウゼン     | シャルロッテ・フォン・ザクセン＝ヒルトブルクハウゼン     |                                        |                                        | フリードリヒ・ヴィルヘルム ナッサウ＝ヴァイルブルク侯 | フリードリヒ・ヴィルヘルム ナッサウ＝ヴァイルブルク侯 | フリードリヒ・ヴィルヘルム ナッサウ＝ヴァイルブルク侯 | フリードリヒ・ヴィルヘルム ナッサウ＝ヴァイルブルク侯 | フリードリヒ・ヴィルヘルム ナッサウ＝ヴァイルブルク侯 | フリードリヒ・ヴィルヘルム ナッサウ＝ヴァイルブルク侯 |                                                   |                                                   | ルイーゼ・イザベル・フォン・キルヒベルク          | ルイーゼ・イザベル・フォン・キルヒベルク          | ルイーゼ・イザベル・フォン・キルヒベルク | ルイーゼ・イザベル・フォン・キルヒベルク | ルイーゼ・イザベル・フォン・キルヒベルク         | ルイーゼ・イザベル・フォン・キルヒベルク         |                                                  |                                                  |                                                          |                                                          |                                                          |                                                          |                                                          |                                                          |            |            |            |            |  |  |
|                                            |                                            |                                            |                                            | ウィルヘルミナ・ファン・プロイセン         | ウィルヘルミナ・ファン・プロイセン         | ウィルヘルミナ・ファン・プロイセン | ウィルヘルミナ・ファン・プロイセン | ウィルヘルミナ・ファン・プロイセン           | ウィルヘルミナ・ファン・プロイセン           |                                              |                                              | ギヨーム1世 (1) オランダ王 ウィレム1世       | ギヨーム1世 (1) オランダ王 ウィレム1世       | ギヨーム1世 (1) オランダ王 ウィレム1世   | ギヨーム1世 (1) オランダ王 ウィレム1世   | ギヨーム1世 (1) オランダ王 ウィレム1世 | ギヨーム1世 (1) オランダ王 ウィレム1世 |                        |                        | パウル・フォン・ヴュルテンベルク | パウル・フォン・ヴュルテンベルク | パウル・フォン・ヴュルテンベルク | パウル・フォン・ヴュルテンベルク | パウル・フォン・ヴュルテンベルク   | パウル・フォン・ヴュルテンベルク   |                                    |                                    | シャルロッテ・フォン・ザクセン＝ヒルトブルクハウゼン     | シャルロッテ・フォン・ザクセン＝ヒルトブルクハウゼン     | シャルロッテ・フォン・ザクセン＝ヒルトブルクハウゼン     | シャルロッテ・フォン・ザクセン＝ヒルトブルクハウゼン     | シャルロッテ・フォン・ザクセン＝ヒルトブルクハウゼン     | シャルロッテ・フォン・ザクセン＝ヒルトブルクハウゼン     |                                        |                                        | フリードリヒ・ヴィルヘルム ナッサウ＝ヴァイルブルク侯 | フリードリヒ・ヴィルヘルム ナッサウ＝ヴァイルブルク侯 | フリードリヒ・ヴィルヘルム ナッサウ＝ヴァイルブルク侯 | フリードリヒ・ヴィルヘルム ナッサウ＝ヴァイルブルク侯 | フリードリヒ・ヴィルヘルム ナッサウ＝ヴァイルブルク侯 | フリードリヒ・ヴィルヘルム ナッサウ＝ヴァイルブルク侯 |                                                   |                                                   | ルイーゼ・イザベル・フォン・キルヒベルク          | ルイーゼ・イザベル・フォン・キルヒベルク          | ルイーゼ・イザベル・フォン・キルヒベルク | ルイーゼ・イザベル・フォン・キルヒベルク | ルイーゼ・イザベル・フォン・キルヒベルク         | ルイーゼ・イザベル・フォン・キルヒベルク         |                                                  |                                                  |                                                          |                                                          |                                                          |                                                          |                                                          |                                                          |            |            |            |            |  |  |
|                                            |                                            |                                            |                                            |                                            |                                            |                                    |                                    |                                              |                                              |                                              |                                              |                                              |                                              |                                          |                                          |                                        |                                        |                        |                        |                                  |                                  |                                  |                                  |                                    |                                    |                                    |                                    |                                                          |                                                          |                                                          |                                                          |                                                          |                                                          |                                        |                                        |                                                       |                                                       |                                                       |                                                       |                                                       |                                                       |                                                   |                                                   |                                                   |                                                   |                                          |                                          |                                                  |                                                  |                                                  |                                                  |                                                          |                                                          |                                                          |                                                          |                                                          |                                                          |            |            |            |            |  |  |
|                                            |                                            |                                            |                                            |                                            |                                            |                                    |                                    |                                              |                                              |                                              |                                              |                                              |                                              |                                          |                                          |                                        |                                        |                        |                        |                                  |                                  |                                  |                                  |                                    |                                    |                                    |                                    |                                                          |                                                          |                                                          |                                                          |                                                          |                                                          |                                        |                                        |                                                       |                                                       |                                                       |                                                       |                                                       |                                                       |                                                   |                                                   |                                                   |                                                   |                                          |                                          |                                                  |                                                  |                                                  |                                                  |                                                          |                                                          |                                                          |                                                          |                                                          |                                                          |            |            |            |            |  |  |
| アナ・パウローナ                           | アナ・パウローナ                           | アナ・パウローナ                           | アナ・パウローナ                           | アナ・パウローナ                           | アナ・パウローナ                           |                                    |                                    | ギヨーム2世 (2) オランダ王 ウィレム2世       | ギヨーム2世 (2) オランダ王 ウィレム2世       | ギヨーム2世 (2) オランダ王 ウィレム2世       | ギヨーム2世 (2) オランダ王 ウィレム2世       | ギヨーム2世 (2) オランダ王 ウィレム2世       | ギヨーム2世 (2) オランダ王 ウィレム2世       |                                          |                                          |                                        |                                        |                        |                        |                                  |                                  |                                  |                                  |                                    |                                    |                                    |                                    |                                                          |                                                          |                                                          |                                                          | パウリーネ・フォン・ヴュルテンベルク                     | パウリーネ・フォン・ヴュルテンベルク                     | パウリーネ・フォン・ヴュルテンベルク   | パウリーネ・フォン・ヴュルテンベルク   | パウリーネ・フォン・ヴュルテンベルク                  | パウリーネ・フォン・ヴュルテンベルク                  |                                                       |                                                       | ヴィルヘルム ナッサウ公                               | ヴィルヘルム ナッサウ公                               | ヴィルヘルム ナッサウ公                           | ヴィルヘルム ナッサウ公                           | ヴィルヘルム ナッサウ公                           | ヴィルヘルム ナッサウ公                           |                                          |                                          | ルイーゼ・フォン・ザクセン＝ヒルトブルクハウゼン | ルイーゼ・フォン・ザクセン＝ヒルトブルクハウゼン | ルイーゼ・フォン・ザクセン＝ヒルトブルクハウゼン | ルイーゼ・フォン・ザクセン＝ヒルトブルクハウゼン | ルイーゼ・フォン・ザクセン＝ヒルトブルクハウゼン         | ルイーゼ・フォン・ザクセン＝ヒルトブルクハウゼン         |                                                          |                                                          |                                                          |                                                          |            |            |            |            |  |  |
| アナ・パウローナ                           | アナ・パウローナ                           | アナ・パウローナ                           | アナ・パウローナ                           | アナ・パウローナ                           | アナ・パウローナ                           |                                    |                                    | ギヨーム2世 (2) オランダ王 ウィレム2世       | ギヨーム2世 (2) オランダ王 ウィレム2世       | ギヨーム2世 (2) オランダ王 ウィレム2世       | ギヨーム2世 (2) オランダ王 ウィレム2世       | ギヨーム2世 (2) オランダ王 ウィレム2世       | ギヨーム2世 (2) オランダ王 ウィレム2世       |                                          |                                          |                                        |                                        |                        |                        |                                  |                                  |                                  |                                  |                                    |                                    |                                    |                                    |                                                          |                                                          |                                                          |                                                          | パウリーネ・フォン・ヴュルテンベルク                     | パウリーネ・フォン・ヴュルテンベルク                     | パウリーネ・フォン・ヴュルテンベルク   | パウリーネ・フォン・ヴュルテンベルク   | パウリーネ・フォン・ヴュルテンベルク                  | パウリーネ・フォン・ヴュルテンベルク                  |                                                       |                                                       | ヴィルヘルム ナッサウ公                               | ヴィルヘルム ナッサウ公                               | ヴィルヘルム ナッサウ公                           | ヴィルヘルム ナッサウ公                           | ヴィルヘルム ナッサウ公                           | ヴィルヘルム ナッサウ公                           |                                          |                                          | ルイーゼ・フォン・ザクセン＝ヒルトブルクハウゼン | ルイーゼ・フォン・ザクセン＝ヒルトブルクハウゼン | ルイーゼ・フォン・ザクセン＝ヒルトブルクハウゼン | ルイーゼ・フォン・ザクセン＝ヒルトブルクハウゼン | ルイーゼ・フォン・ザクセン＝ヒルトブルクハウゼン         | ルイーゼ・フォン・ザクセン＝ヒルトブルクハウゼン         |                                                          |                                                          |                                                          |                                                          |            |            |            |            |  |  |
|                                            |                                            |                                            |                                            |                                            |                                            |                                    |                                    |                                              |                                              |                                              |                                              |                                              |                                              |                                          |                                          |                                        |                                        |                        |                        |                                  |                                  |                                  |                                  |                                    |                                    |                                    |                                    |                                                          |                                                          |                                                          |                                                          |                                                          |                                                          |                                        |                                        |                                                       |                                                       |                                                       |                                                       |                                                       |                                                       |                                                   |                                                   |                                                   |                                                   |                                          |                                          |                                                  |                                                  |                                                  |                                                  |                                                          |                                                          |                                                          |                                                          |                                                          |                                                          |            |            |            |            |  |  |
|                                            |                                            |                                            |                                            |                                            |                                            |                                    |                                    |                                              |                                              |                                              |                                              |                                              |                                              |                                          |                                          |                                        |                                        |                        |                        |                                  |                                  |                                  |                                  |                                    |                                    |                                    |                                    |                                                          |                                                          |                                                          |                                                          |                                                          |                                                          |                                        |                                        |                                                       |                                                       |                                                       |                                                       |                                                       |                                                       |                                                   |                                                   |                                                   |                                                   |                                          |                                          |                                                  |                                                  |                                                  |                                                  |                                                          |                                                          |                                                          |                                                          |                                                          |                                                          |            |            |            |            |  |  |
| ギヨーム3世 (3) オランダ王 ウィレム3世     | ギヨーム3世 (3) オランダ王 ウィレム3世     | ギヨーム3世 (3) オランダ王 ウィレム3世     | ギヨーム3世 (3) オランダ王 ウィレム3世     | ギヨーム3世 (3) オランダ王 ウィレム3世     | ギヨーム3世 (3) オランダ王 ウィレム3世     |                                    |                                    |                                              |                                              |                                              |                                              | ゲオルク・ヴィクトル ヴァルデック侯          | ゲオルク・ヴィクトル ヴァルデック侯          | ゲオルク・ヴィクトル ヴァルデック侯      | ゲオルク・ヴィクトル ヴァルデック侯      | ゲオルク・ヴィクトル ヴァルデック侯    | ゲオルク・ヴィクトル ヴァルデック侯    |                        |                        | ヘレーネ・フォン・ナッサウ       | ヘレーネ・フォン・ナッサウ       | ヘレーネ・フォン・ナッサウ       | ヘレーネ・フォン・ナッサウ       | ヘレーネ・フォン・ナッサウ         | ヘレーネ・フォン・ナッサウ         |                                    |                                    | ゾフィア・フォン・ナッサウ (スウェーデン王オスカル2世妃) | ゾフィア・フォン・ナッサウ (スウェーデン王オスカル2世妃) | ゾフィア・フォン・ナッサウ (スウェーデン王オスカル2世妃) | ゾフィア・フォン・ナッサウ (スウェーデン王オスカル2世妃) | ゾフィア・フォン・ナッサウ (スウェーデン王オスカル2世妃) | ゾフィア・フォン・ナッサウ (スウェーデン王オスカル2世妃) |                                        |                                        | ニコラウス・ヴィルヘルム                              | ニコラウス・ヴィルヘルム                              | ニコラウス・ヴィルヘルム                              | ニコラウス・ヴィルヘルム                              | ニコラウス・ヴィルヘルム                              | ニコラウス・ヴィルヘルム                              |                                                   |                                                   | アドルフ (4) ナッサウ公                           | アドルフ (4) ナッサウ公                           | アドルフ (4) ナッサウ公                  | アドルフ (4) ナッサウ公                  | アドルフ (4) ナッサウ公                          | アドルフ (4) ナッサウ公                          |                                                  |                                                  | アーデルハイト・マリー・フォン・アンハルト＝デッサウ     | アーデルハイト・マリー・フォン・アンハルト＝デッサウ     | アーデルハイト・マリー・フォン・アンハルト＝デッサウ     | アーデルハイト・マリー・フォン・アンハルト＝デッサウ     | アーデルハイト・マリー・フォン・アンハルト＝デッサウ     | アーデルハイト・マリー・フォン・アンハルト＝デッサウ     |            |            |            |            |  |  |
| ギヨーム3世 (3) オランダ王 ウィレム3世     | ギヨーム3世 (3) オランダ王 ウィレム3世     | ギヨーム3世 (3) オランダ王 ウィレム3世     | ギヨーム3世 (3) オランダ王 ウィレム3世     | ギヨーム3世 (3) オランダ王 ウィレム3世     | ギヨーム3世 (3) オランダ王 ウィレム3世     |                                    |                                    |                                              |                                              |                                              |                                              | ゲオルク・ヴィクトル ヴァルデック侯          | ゲオルク・ヴィクトル ヴァルデック侯          | ゲオルク・ヴィクトル ヴァルデック侯      | ゲオルク・ヴィクトル ヴァルデック侯      | ゲオルク・ヴィクトル ヴァルデック侯    | ゲオルク・ヴィクトル ヴァルデック侯    |                        |                        | ヘレーネ・フォン・ナッサウ       | ヘレーネ・フォン・ナッサウ       | ヘレーネ・フォン・ナッサウ       | ヘレーネ・フォン・ナッサウ       | ヘレーネ・フォン・ナッサウ         | ヘレーネ・フォン・ナッサウ         |                                    |                                    | ゾフィア・フォン・ナッサウ (スウェーデン王オスカル2世妃) | ゾフィア・フォン・ナッサウ (スウェーデン王オスカル2世妃) | ゾフィア・フォン・ナッサウ (スウェーデン王オスカル2世妃) | ゾフィア・フォン・ナッサウ (スウェーデン王オスカル2世妃) | ゾフィア・フォン・ナッサウ (スウェーデン王オスカル2世妃) | ゾフィア・フォン・ナッサウ (スウェーデン王オスカル2世妃) |                                        |                                        | ニコラウス・ヴィルヘルム                              | ニコラウス・ヴィルヘルム                              | ニコラウス・ヴィルヘルム                              | ニコラウス・ヴィルヘルム                              | ニコラウス・ヴィルヘルム                              | ニコラウス・ヴィルヘルム                              |                                                   |                                                   | アドルフ (4) ナッサウ公                           | アドルフ (4) ナッサウ公                           | アドルフ (4) ナッサウ公                  | アドルフ (4) ナッサウ公                  | アドルフ (4) ナッサウ公                          | アドルフ (4) ナッサウ公                          |                                                  |                                                  | アーデルハイト・マリー・フォン・アンハルト＝デッサウ     | アーデルハイト・マリー・フォン・アンハルト＝デッサウ     | アーデルハイト・マリー・フォン・アンハルト＝デッサウ     | アーデルハイト・マリー・フォン・アンハルト＝デッサウ     | アーデルハイト・マリー・フォン・アンハルト＝デッサウ     | アーデルハイト・マリー・フォン・アンハルト＝デッサウ     |            |            |            |            |  |  |
|                                            |                                            |                                            |                                            |                                            |                                            |                                    |                                    |                                              |                                              |                                              |                                              |                                              |                                              |                                          |                                          |                                        |                                        |                        |                        |                                  |                                  |                                  |                                  |                                    |                                    |                                    |                                    |                                                          |                                                          |                                                          |                                                          |                                                          |                                                          |                                        |                                        |                                                       |                                                       |                                                       |                                                       |                                                       |                                                       |                                                   |                                                   |                                                   |                                                   |                                          |                                          |                                                  |                                                  |                                                  |                                                  |                                                          |                                                          |                                                          |                                                          |                                                          |                                                          |            |            |            |            |  |  |
|                                            |                                            |                                            |                                            |                                            |                                            |                                    |                                    |                                              |                                              |                                              |                                              |                                              |                                              |                                          |                                          |                                        |                                        |                        |                        |                                  |                                  |                                  |                                  |                                    |                                    |                                    |                                    |                                                          |                                                          |                                                          |                                                          |                                                          |                                                          |                                        |                                        |                                                       |                                                       |                                                       |                                                       |                                                       |                                                       |                                                   |                                                   |                                                   |                                                   |                                          |                                          |                                                  |                                                  |                                                  |                                                  |                                                          |                                                          |                                                          |                                                          |                                                          |                                                          |            |            |            |            |  |  |
|                                            |                                            |                                            |                                            |                                            |                                            |                                    |                                    |                                              |                                              | エンマ・フォン・ヴァルデック＝ピルモント     | エンマ・フォン・ヴァルデック＝ピルモント     | エンマ・フォン・ヴァルデック＝ピルモント     | エンマ・フォン・ヴァルデック＝ピルモント     | エンマ・フォン・ヴァルデック＝ピルモント | エンマ・フォン・ヴァルデック＝ピルモント |                                        |                                        |                        |                        | ロベルト1世 パルマ公             | ロベルト1世 パルマ公             | ロベルト1世 パルマ公             | ロベルト1世 パルマ公             | ロベルト1世 パルマ公               | ロベルト1世 パルマ公               |                                    |                                    | マリーア・アントーニア・デル・ポルトガッロ               | マリーア・アントーニア・デル・ポルトガッロ               | マリーア・アントーニア・デル・ポルトガッロ               | マリーア・アントーニア・デル・ポルトガッロ               | マリーア・アントーニア・デル・ポルトガッロ               | マリーア・アントーニア・デル・ポルトガッロ               |                                        |                                        | マリー＝アンヌ・ド・ポルテュガル                      | マリー＝アンヌ・ド・ポルテュガル                      | マリー＝アンヌ・ド・ポルテュガル                      | マリー＝アンヌ・ド・ポルテュガル                      | マリー＝アンヌ・ド・ポルテュガル                      | マリー＝アンヌ・ド・ポルテュガル                      |                                                   |                                                   | ギヨーム4世 (5)                                   | ギヨーム4世 (5)                                   | ギヨーム4世 (5)                          | ギヨーム4世 (5)                          | ギヨーム4世 (5)                                  | ギヨーム4世 (5)                                  |                                                  |                                                  | ヒルダ・フォン・ナッサウ (バーデン大公フリードリヒ2世妃) | ヒルダ・フォン・ナッサウ (バーデン大公フリードリヒ2世妃) | ヒルダ・フォン・ナッサウ (バーデン大公フリードリヒ2世妃) | ヒルダ・フォン・ナッサウ (バーデン大公フリードリヒ2世妃) | ヒルダ・フォン・ナッサウ (バーデン大公フリードリヒ2世妃) | ヒルダ・フォン・ナッサウ (バーデン大公フリードリヒ2世妃) |            |            |            |            |  |  |
|                                            |                                            |                                            |                                            |                                            |                                            |                                    |                                    |                                              |                                              | エンマ・フォン・ヴァルデック＝ピルモント     | エンマ・フォン・ヴァルデック＝ピルモント     | エンマ・フォン・ヴァルデック＝ピルモント     | エンマ・フォン・ヴァルデック＝ピルモント     | エンマ・フォン・ヴァルデック＝ピルモント | エンマ・フォン・ヴァルデック＝ピルモント |                                        |                                        |                        |                        | ロベルト1世 パルマ公             | ロベルト1世 パルマ公             | ロベルト1世 パルマ公             | ロベルト1世 パルマ公             | ロベルト1世 パルマ公               | ロベルト1世 パルマ公               |                                    |                                    | マリーア・アントーニア・デル・ポルトガッロ               | マリーア・アントーニア・デル・ポルトガッロ               | マリーア・アントーニア・デル・ポルトガッロ               | マリーア・アントーニア・デル・ポルトガッロ               | マリーア・アントーニア・デル・ポルトガッロ               | マリーア・アントーニア・デル・ポルトガッロ               |                                        |                                        | マリー＝アンヌ・ド・ポルテュガル                      | マリー＝アンヌ・ド・ポルテュガル                      | マリー＝アンヌ・ド・ポルテュガル                      | マリー＝アンヌ・ド・ポルテュガル                      | マリー＝アンヌ・ド・ポルテュガル                      | マリー＝アンヌ・ド・ポルテュガル                      |                                                   |                                                   | ギヨーム4世 (5)                                   | ギヨーム4世 (5)                                   | ギヨーム4世 (5)                          | ギヨーム4世 (5)                          | ギヨーム4世 (5)                                  | ギヨーム4世 (5)                                  |                                                  |                                                  | ヒルダ・フォン・ナッサウ (バーデン大公フリードリヒ2世妃) | ヒルダ・フォン・ナッサウ (バーデン大公フリードリヒ2世妃) | ヒルダ・フォン・ナッサウ (バーデン大公フリードリヒ2世妃) | ヒルダ・フォン・ナッサウ (バーデン大公フリードリヒ2世妃) | ヒルダ・フォン・ナッサウ (バーデン大公フリードリヒ2世妃) | ヒルダ・フォン・ナッサウ (バーデン大公フリードリヒ2世妃) |            |            |            |            |  |  |
|                                            |                                            |                                            |                                            |                                            |                                            |                                    |                                    |                                              |                                              |                                              |                                              |                                              |                                              |                                          |                                          |                                        |                                        |                        |                        |                                  |                                  |                                  |                                  |                                    |                                    |                                    |                                    |                                                          |                                                          |                                                          |                                                          |                                                          |                                                          |                                        |                                        |                                                       |                                                       |                                                       |                                                       |                                                       |                                                       |                                                   |                                                   |                                                   |                                                   |                                          |                                          |                                                  |                                                  |                                                  |                                                  |                                                          |                                                          |                                                          |                                                          |                                                          |                                                          |            |            |            |            |  |  |
|                                            |                                            |                                            |                                            |                                            |                                            |                                    |                                    |                                              |                                              |                                              |                                              |                                              |                                              |                                          |                                          |                                        |                                        |                        |                        |                                  |                                  |                                  |                                  |                                    |                                    |                                    |                                    |                                                          |                                                          |                                                          |                                                          |                                                          |                                                          |                                        |                                        |                                                       |                                                       |                                                       |                                                       |                                                       |                                                       |                                                   |                                                   |                                                   |                                                   |                                          |                                          |                                                  |                                                  |                                                  |                                                  |                                                          |                                                          |                                                          |                                                          |                                                          |                                                          |            |            |            |            |  |  |
| ウィルヘルミナ オランダ女王                | ウィルヘルミナ オランダ女王                | ウィルヘルミナ オランダ女王                | ウィルヘルミナ オランダ女王                | ウィルヘルミナ オランダ女王                | ウィルヘルミナ オランダ女王                |                                    |                                    | マリー＝アデライード (6)                     | マリー＝アデライード (6)                     | マリー＝アデライード (6)                     | マリー＝アデライード (6)                     | マリー＝アデライード (6)                     | マリー＝アデライード (6)                     |                                          |                                          | シャルロット (7)                       | シャルロット (7)                       | シャルロット (7)       | シャルロット (7)       | シャルロット (7)                 | シャルロット (7)                 |                                  |                                  | フェリックス・ド・ブルボン＝パルム | フェリックス・ド・ブルボン＝パルム | フェリックス・ド・ブルボン＝パルム | フェリックス・ド・ブルボン＝パルム | フェリックス・ド・ブルボン＝パルム                       | フェリックス・ド・ブルボン＝パルム                       |                                                          |                                                          | イルダ                                                   | イルダ                                                   | イルダ                                 | イルダ                                 | イルダ                                                | イルダ                                                |                                                       |                                                       | アントニア                                            | アントニア                                            | アントニア                                        | アントニア                                        | アントニア                                        | アントニア                                        |                                          |                                          | エリザベート                                     | エリザベート                                     | エリザベート                                     | エリザベート                                     | エリザベート                                             | エリザベート                                             |                                                          |                                                          | ソフィー                                                 | ソフィー                                                 | ソフィー   | ソフィー   | ソフィー   | ソフィー   |  |  |
| ウィルヘルミナ オランダ女王                | ウィルヘルミナ オランダ女王                | ウィルヘルミナ オランダ女王                | ウィルヘルミナ オランダ女王                | ウィルヘルミナ オランダ女王                | ウィルヘルミナ オランダ女王                |                                    |                                    | マリー＝アデライード (6)                     | マリー＝アデライード (6)                     | マリー＝アデライード (6)                     | マリー＝アデライード (6)                     | マリー＝アデライード (6)                     | マリー＝アデライード (6)                     |                                          |                                          | シャルロット (7)                       | シャルロット (7)                       | シャルロット (7)       | シャルロット (7)       | シャルロット (7)                 | シャルロット (7)                 |                                  |                                  | フェリックス・ド・ブルボン＝パルム | フェリックス・ド・ブルボン＝パルム | フェリックス・ド・ブルボン＝パルム | フェリックス・ド・ブルボン＝パルム | フェリックス・ド・ブルボン＝パルム                       | フェリックス・ド・ブルボン＝パルム                       |                                                          |                                                          | イルダ                                                   | イルダ                                                   | イルダ                                 | イルダ                                 | イルダ                                                | イルダ                                                |                                                       |                                                       | アントニア                                            | アントニア                                            | アントニア                                        | アントニア                                        | アントニア                                        | アントニア                                        |                                          |                                          | エリザベート                                     | エリザベート                                     | エリザベート                                     | エリザベート                                     | エリザベート                                             | エリザベート                                             |                                                          |                                                          | ソフィー                                                 | ソフィー                                                 | ソフィー   | ソフィー   | ソフィー   | ソフィー   |  |  |
|                                            |                                            |                                            |                                            |                                            |                                            |                                    |                                    |                                              |                                              |                                              |                                              |                                              |                                              |                                          |                                          |                                        |                                        |                        |                        |                                  |                                  |                                  |                                  |                                    |                                    |                                    |                                    |                                                          |                                                          |                                                          |                                                          |                                                          |                                                          |                                        |                                        |                                                       |                                                       |                                                       |                                                       |                                                       |                                                       |                                                   |                                                   |                                                   |                                                   |                                          |                                          |                                                  |                                                  |                                                  |                                                  |                                                          |                                                          |                                                          |                                                          |                                                          |                                                          |            |            |            |            |  |  |
|                                            |                                            |                                            |                                            |                                            |                                            |                                    |                                    |                                              |                                              |                                              |                                              |                                              |                                              |                                          |                                          |                                        |                                        |                        |                        |                                  |                                  |                                  |                                  |                                    |                                    |                                    |                                    |                                                          |                                                          |                                                          |                                                          |                                                          |                                                          |                                        |                                        |                                                       |                                                       |                                                       |                                                       |                                                       |                                                       |                                                   |                                                   |                                                   |                                                   |                                          |                                          |                                                  |                                                  |                                                  |                                                  |                                                          |                                                          |                                                          |                                                          |                                                          |                                                          |            |            |            |            |  |  |
|                                            |                                            |                                            |                                            |                                            |                                            |                                    |                                    | ジョゼフィーヌ＝シャルロット・ド・ベルジック | ジョゼフィーヌ＝シャルロット・ド・ベルジック | ジョゼフィーヌ＝シャルロット・ド・ベルジック | ジョゼフィーヌ＝シャルロット・ド・ベルジック | ジョゼフィーヌ＝シャルロット・ド・ベルジック | ジョゼフィーヌ＝シャルロット・ド・ベルジック |                                          |                                          | ジャン (8)                             | ジャン (8)                             | ジャン (8)             | ジャン (8)             | ジャン (8)                       | ジャン (8)                       |                                  |                                  | エリザベート                       | エリザベート                       | エリザベート                       | エリザベート                       | エリザベート                                             | エリザベート                                             |                                                          |                                                          | マリー＝アデライード                                     | マリー＝アデライード                                     | マリー＝アデライード                   | マリー＝アデライード                   | マリー＝アデライード                                  | マリー＝アデライード                                  |                                                       |                                                       | マリー＝ガブリエル                                    | マリー＝ガブリエル                                    | マリー＝ガブリエル                                | マリー＝ガブリエル                                | マリー＝ガブリエル                                | マリー＝ガブリエル                                |                                          |                                          | シャルル                                         | シャルル                                         | シャルル                                         | シャルル                                         | シャルル                                                 | シャルル                                                 |                                                          |                                                          | アリックス                                               | アリックス                                               | アリックス | アリックス | アリックス | アリックス |  |  |
|                                            |                                            |                                            |                                            |                                            |                                            |                                    |                                    | ジョゼフィーヌ＝シャルロット・ド・ベルジック | ジョゼフィーヌ＝シャルロット・ド・ベルジック | ジョゼフィーヌ＝シャルロット・ド・ベルジック | ジョゼフィーヌ＝シャルロット・ド・ベルジック | ジョゼフィーヌ＝シャルロット・ド・ベルジック | ジョゼフィーヌ＝シャルロット・ド・ベルジック |                                          |                                          | ジャン (8)                             | ジャン (8)                             | ジャン (8)             | ジャン (8)             | ジャン (8)                       | ジャン (8)                       |                                  |                                  | エリザベート                       | エリザベート                       | エリザベート                       | エリザベート                       | エリザベート                                             | エリザベート                                             |                                                          |                                                          | マリー＝アデライード                                     | マリー＝アデライード                                     | マリー＝アデライード                   | マリー＝アデライード                   | マリー＝アデライード                                  | マリー＝アデライード                                  |                                                       |                                                       | マリー＝ガブリエル                                    | マリー＝ガブリエル                                    | マリー＝ガブリエル                                | マリー＝ガブリエル                                | マリー＝ガブリエル                                | マリー＝ガブリエル                                |                                          |                                          | シャルル                                         | シャルル                                         | シャルル                                         | シャルル                                         | シャルル                                                 | シャルル                                                 |                                                          |                                                          | アリックス                                               | アリックス                                               | アリックス | アリックス | アリックス | アリックス |  |  |
|                                            |                                            |                                            |                                            |                                            |                                            |                                    |                                    |                                              |                                              |                                              |                                              |                                              |                                              |                                          |                                          |                                        |                                        |                        |                        |                                  |                                  |                                  |                                  |                                    |                                    |                                    |                                    |                                                          |                                                          |                                                          |                                                          |                                                          |                                                          |                                        |                                        |                                                       |                                                       |                                                       |                                                       |                                                       |                                                       |                                                   |                                                   |                                                   |                                                   |                                          |                                          |                                                  |                                                  |                                                  |                                                  |                                                          |                                                          |                                                          |                                                          |                                                          |                                                          |            |            |            |            |  |  |
|                                            |                                            |                                            |                                            |                                            |                                            |                                    |                                    |                                              |                                              |                                              |                                              |                                              |                                              |                                          |                                          |                                        |                                        |                        |                        |                                  |                                  |                                  |                                  |                                    |                                    |                                    |                                    |                                                          |                                                          |                                                          |                                                          |                                                          |                                                          |                                        |                                        |                                                       |                                                       |                                                       |                                                       |                                                       |                                                       |                                                   |                                                   |                                                   |                                                   |                                          |                                          |                                                  |                                                  |                                                  |                                                  |                                                          |                                                          |                                                          |                                                          |                                                          |                                                          |            |            |            |            |  |  |
| マリー＝アストリッド                       | マリー＝アストリッド                       | マリー＝アストリッド                       | マリー＝アストリッド                       | マリー＝アストリッド                       | マリー＝アストリッド                       |                                    |                                    | マリア・テレサ・メストレ                     | マリア・テレサ・メストレ                     | マリア・テレサ・メストレ                     | マリア・テレサ・メストレ                     | マリア・テレサ・メストレ                     | マリア・テレサ・メストレ                     |                                          |                                          | アンリ (9)                             | アンリ (9)                             | アンリ (9)             | アンリ (9)             | アンリ (9)                       | アンリ (9)                       |                                  |                                  | ジャン                             | ジャン                             | ジャン                             | ジャン                             | ジャン                                                   | ジャン                                                   |                                                          |                                                          | マルガレータ                                             | マルガレータ                                             | マルガレータ                           | マルガレータ                           | マルガレータ                                          | マルガレータ                                          |                                                       |                                                       | ギヨーム                                              | ギヨーム                                              | ギヨーム                                          | ギヨーム                                          | ギヨーム                                          | ギヨーム                                          |                                          |                                          |                                                  |                                                  |                                                  |                                                  |                                                          |                                                          |                                                          |                                                          |                                                          |                                                          |            |            |            |            |  |  |
| マリー＝アストリッド                       | マリー＝アストリッド                       | マリー＝アストリッド                       | マリー＝アストリッド                       | マリー＝アストリッド                       | マリー＝アストリッド                       |                                    |                                    | マリア・テレサ・メストレ                     | マリア・テレサ・メストレ                     | マリア・テレサ・メストレ                     | マリア・テレサ・メストレ                     | マリア・テレサ・メストレ                     | マリア・テレサ・メストレ                     |                                          |                                          | アンリ (9)                             | アンリ (9)                             | アンリ (9)             | アンリ (9)             | アンリ (9)                       | アンリ (9)                       |                                  |                                  | ジャン                             | ジャン                             | ジャン                             | ジャン                             | ジャン                                                   | ジャン                                                   |                                                          |                                                          | マルガレータ                                             | マルガレータ                                             | マルガレータ                           | マルガレータ                           | マルガレータ                                          | マルガレータ                                          |                                                       |                                                       | ギヨーム                                              | ギヨーム                                              | ギヨーム                                          | ギヨーム                                          | ギヨーム                                          | ギヨーム                                          |                                          |                                          |                                                  |                                                  |                                                  |                                                  |                                                          |                                                          |                                                          |                                                          |                                                          |                                                          |            |            |            |            |  |  |
|                                            |                                            |                                            |                                            |                                            |                                            |                                    |                                    |                                              |                                              |                                              |                                              |                                              |                                              |                                          |                                          |                                        |                                        |                        |                        |                                  |                                  |                                  |                                  |                                    |                                    |                                    |                                    |                                                          |                                                          |                                                          |                                                          |                                                          |                                                          |                                        |                                        |                                                       |                                                       |                                                       |                                                       |                                                       |                                                       |                                                   |                                                   |                                                   |                                                   |                                          |                                          |                                                  |                                                  |                                                  |                                                  |                                                          |                                                          |                                                          |                                                          |                                                          |                                                          |            |            |            |            |  |  |
|                                            |                                            |                                            |                                            |                                            |                                            |                                    |                                    |                                              |                                              |                                              |                                              |                                              |                                              |                                          |                                          |                                        |                                        |                        |                        |                                  |                                  |                                  |                                  |                                    |                                    |                                    |                                    |                                                          |                                                          |                                                          |                                                          |                                                          |                                                          |                                        |                                        |                                                       |                                                       |                                                       |                                                       |                                                       |                                                       |                                                   |                                                   |                                                   |                                                   |                                          |                                          |                                                  |                                                  |                                                  |                                                  |                                                          |                                                          |                                                          |                                                          |                                                          |                                                          |            |            |            |            |  |  |
|                                            |                                            |                                            |                                            |                                            |                                            |                                    |                                    | ギヨーム                                     | ギヨーム                                     | ギヨーム                                     | ギヨーム                                     | ギヨーム                                     | ギヨーム                                     |                                          |                                          | フェリックス                           | フェリックス                           | フェリックス           | フェリックス           | フェリックス                     | フェリックス                     |                                  |                                  | ルイ                               | ルイ                               | ルイ                               | ルイ                               | ルイ                                                     | ルイ                                                     |                                                          |                                                          | アレクサンドラ                                           | アレクサンドラ                                           | アレクサンドラ                         | アレクサンドラ                         | アレクサンドラ                                        | アレクサンドラ                                        |                                                       |                                                       | セバスティアン                                        | セバスティアン                                        | セバスティアン                                    | セバスティアン                                    | セバスティアン                                    | セバスティアン                                    |                                          |                                          |                                                  |                                                  |                                                  |                                                  |                                                          |                                                          |                                                          |                                                          |                                                          |                                                          |            |            |            |            |  |  |